# Ptilocaulis flexibilis
Ptilocaulis flexibilis är en svampdjursart som beskrevs av Claude Lévi 1961. Ptilocaulis flexibilis ingår i släktet Ptilocaulis och familjen Axinellidae.
Artens utbredningsområde är havet utanför Vietnam. Inga underarter finns listade i Catalogue of Life.